# Beaver (Ohio)
Beaver – wieś w Stanach Zjednoczonych, w stanie Ohio, w hrabstwie Pike.